# Абдувалиев, Муса
Муса Абдувалиев (1929 год — ?) — бригадир проходчиков горных выработок шахты «Джин-Джиган» комбината «Киргизуголь» Министерства угольной промышленности СССР, Ошская область. Герой Социалистического Труда (1966).

## Биография
Родился в 1929 году в селе Наукат Ошского округа Киргизской АССР (ныне — город Ноокат, районный центр Ошской области Кыргызстана).
Трудовую деятельность начал в 1949 году на одном из предприятий комбината «Киргизуголь». Затем стал рабочим очистного забоя на шахте рудоуправления «Кызылкияуголь».
В октябре 1965 года назначен бригадиром проходчиков механизированного забоя шахты «Джин-Джиган» в городе Кызыл-Кия Ошской (ныне Баткенской) области. Личный семилетний план (1959—1965) выполнил на 113.7 процента, норма выработки бригадира составила 108,6 процента. Его бригада была признана лучшей на комбинате.
Указом Президиума Верховного Совета СССР от 29 июня 1966 года за выдающиеся заслуги в выполнении заданий семилетнего плана по развитию угольной и сланцевой промышленности и достижение высоких технико-экономических показателей в работе присвоено звание Героя Социалистического Труда с вручением Ордена Ленина и Золотой медали Серп и Молот.
Продолжал ударно трудиться на шахте «Джин-Джиган» (переименованной в 1970 году в шахту имени Ленинского комсомола) до ухода на заслуженный отдых. За успехи в угледобывающей промышленности в годы восьмой (30 марта 1971) и девятой (19 февраля 1974) пятилеток награжден двумя орденами Трудового Красного Знамени. Награжден знаком Шахтёрская слава 3-й степени. Почетный шахтёр.
Член КПСС, избирался делегатом XXIII (1966), XXV (1976) съездов КПСС, а также депутатом местных Советов депутатов трудящихся.
С 1980 года персональный пенсионер союзного значения. Проживал в Ошской (с 1989 года — Баткенской) области.